# Abu Sajaf

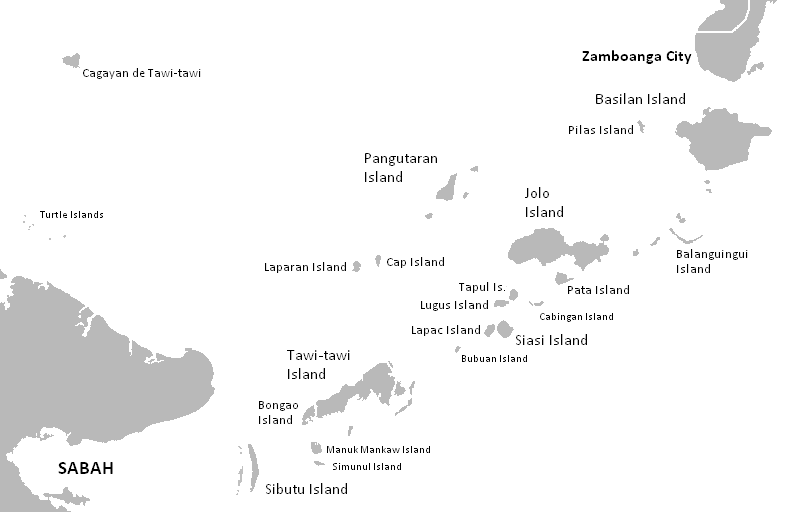
Die Inseln Basilan, Jolo und Tawi-Tawi bilden das Zentrum der Organisation auf dem Sulu-Archipel.

Abu Sayyaf (أبو سيّاف, DMG Abū sayyāf ‚Schwertkämpfer‘), auch Abu Sayyaf Group (ASG) oder Abu Sajaf oder Abu Seif geschrieben, auch al-Haraka al-Islamiyya („Die Islamische Bewegung“) genannt, ist eine islamistische Terrororganisation im muslimischen Süden der Philippinen, die seit ihrer Gründung 1991 besonders im Bereich der Inseln des Sulu-Archipels, darunter Basilan, Jolo und Tawi-Tawi Island, sowie auf der Insel Mindanao operiert.
Das durch den Moro-Konflikt geprägte Primärziel von Abu Sayyaf ist die Errichtung eines islamischen Gottesstaates auf den Südinseln der Philippinen. Die Gruppe steht seit 1997 durchgehend auf der vom Außenministerium der Vereinigten Staaten erstellten Liste der als terroristisch bezeichneten Organisationen im Ausland.
Die Organisationen ist benannt nach dem Kampfnamen „Abu Sayyaf“, den der spätere Anführer der Gruppe Abdurajik Abubakar Janjalani (Abd al-Raziq Abu Bakr Janjalani, Abd al-Rajak Janjalani; 1998 in einem Gefecht mit der Polizei getötet) in den 1980er Jahren als Mudschahed in Afghanistan führte. Diesen wählte er vermutlich zu Ehren von Abdul Rasul Sayyaf. Der Name setzt sich aus dem häufigen arabischen Beinamen „Abu“ (أبو = Vater) und „Sayyaf“ (سياف = Schwertträger oder Schwertkämpfer) zusammen.

## Entstehung und Ziele

Die Inselgruppe Mindanao mit dem Sulu-Archipel ist das vorrangige Operationsgebiet von Abu Sayyaf.

Die Terrorgruppe ging aus der Moro National Liberation Front (MNLF) auf Mindanao hervor. Ihr Gründer Abdurajik Abubakar Janjalani lehnte die zunehmend gemäßigtere Linie der Befreiungsfront ab und formierte 1991 die islamistische Organisation Abu Sayyaf, der sich weitere MNLF-Anhänger anschlossen. Manche Mitglieder hatten zuvor wie auch Janjalani im afghanischen Bürgerkrieg und Krieg mit der Sowjetunion gekämpft und waren dafür in Lagern in Afghanistan, Pakistan und Saudi-Arabien ausgebildet worden.
Zu den erklärten Zielen der Gruppe gehört die Sezession der muslimischen Gebiete im Süden der Philippinen, für die Errichtung eines islamischen Gottesstaates sollen die einheimischen Christen zunächst durch blutige Gewaltakte vertrieben werden. Zu den frühen Aktionen zählten vor allem Bombenanschläge und Granatenangriffe. In der Folge wurden die Aktivitäten der Organisation oftmals durch Raub, Erpressung und Entführung, besonders von Ausländern, finanziert.
Abu Sayyaf gilt als radikalste und gewalttätigste Separatistengruppe auf den Philippinen, nach Ablauf von gesetzten Ultimaten werden angedrohte Handlungen oft sehr konsequent durchgeführt. So kam es mehrfach zu brutalen Hinrichtungen von Geiseln, zumeist durch Enthauptung.

## Organisation und Operationsgebiet
Langjährige Führer waren Abdurajik Abubakar Janjalani und nach dessen Tod im Jahr 1998 sein jüngerer Bruder Khaddafy Janjalani. Die zunächst hierarchische Kommandostruktur unter dem älteren Janjalani hat sich zunehmend in einen dezentralen Verbund lokaler Gruppen um prominente Führungsköpfe gewandelt.
Abu Sayyaf soll intensive Kontakte zu anderen extremistisch islamischen Bewegungen und Terrororganisationen wie etwa al-Qaida oder Jemaah Islamiyah unterhalten. Die Gruppierung versucht in den durch Armut geprägten Regionen der Moros gezielt muslimische Jugendliche anzuziehen, die politisch unzufrieden und islamistisch eingestellt sind. Den Kern sollen ursprünglich etwa 200 Anhänger gebildet haben, phasenweise rechnete man mit rund 2.000 Unterstützern.
Das Zentrum des Operationsgebiets befindet sich auf dem zur Region Bangsamoro gehörenden Sulu-Archipel, über den sich Kämpfergruppen mit Schnellbooten mobil zu bewegen vermögen. Im Schutz des Dschungels stehen diverse Camps inklusive alter Tunnelsysteme aus dem Pazifikkrieg zur Verfügung, die japanische Truppen nach der Besetzung der Philippinen ab 1942 angelegt hatten.
Besonders auf den Inseln Jolo (in der Provinz Sulu) und Basilan (in der gleichnamigen Provinz Basilan) agieren die Terroristen immer wieder konfrontativ und können ihre Standorte bei Militärangriffen mit Hilfe eines Unterstützernetzwerks rasch wechseln. Tawi-Tawi Island (Provinz Tawi-Tawi) fungiert als Rückzugsareal, aber auch als Vorposten und Durchgangsstation für Aktionen, die sich über die Sulusee und Celebessee bis Malaysia (wie bei der Sipadan-Entführung im Jahr 2000 vornehmlich im Bundesstaat Sabah auf der Insel Borneo) und Indonesien erstrecken können.
Auf der Insel Mindanao steht in erster Linie der Süden im Fokus der Organisation, vor allem die Region Zamboanga Peninsula auf der gleichnamigen Halbinsel. Auch in den Regionen SOCCSKSARGEN, Davao und Northern Mindanao ist die Gruppe bereits aktiv geworden, allein die nördlichste und römisch-katholisch beeinflusste Region Caraga wird kaum erreicht.

## Militärische Reaktion der Regierung
Die philippinische Regierung verfolgt seit jeher einen harten militärischen Kurs gegen die Terrorgruppe und lehnt Verhandlungen über politische Forderungen oder Lösegeldzahlungen für Geiseln in der Regel strikt ab. Bei Angriffen auf die Terroristen wird die Gefährdung von Entführungsopfern oder der Zivilbevölkerung durchaus auch in Kauf genommen. Ab Januar 2002 erfuhr die Bekämpfung Unterstützung durch die Streitkräfte der Vereinigten Staaten infolge einer Ausweitung der Operation Enduring Freedom beim weltweiten Krieg gegen den Terror.
Nachdem im Juli 2014 zahlreiche Führer und Anhänger von Abu Sayyaf dem Islamischen Staat die Treue schworen und fortan unter dessen schwarzer Flagge einen Zusammenschluss mit anderen regionalen Terrororganisationen anstrebten, wurden die Armeeoperationen unter Präsident Rodrigo Duterte ab Sommer 2016 abermals intensiviert. Seitdem die Streitkräfte der Philippinen im Jahr 2017 aus der Schlacht um Marawi siegreich hervorgingen, haben sich Mitgliederzahl und Schlagkraft der Gruppe im Zuge weiterer Militärinterventionen anscheinend sukzessive verringert.

## Geschichte und Aktionen

### Anfänge unter Führung von A. Janjalani (1991 bis 1998)
Einen der ersten Anschläge verübte Abu Sayyaf im August 1991 auf eine Veranstaltung des christlichen Hilfs- und Missionsschiffs Doulos an der Western Mindanao State University in Zamboanga City, bei dem mit Sofia Sigridsson aus Schweden und Karen Goldsworthy aus Neuseeland zwei Besatzungsmitglieder starben.
Im April 1995 erreichte die Gruppe internationale Aufmerksamkeit durch einen seegestützten Angriff auf die mehrheitlich von Christen bewohnte Stadt Ipil auf Mindanao, an dem mehr als 200 bewaffnete Kämpfer beteiligt waren. Bei diesem Massaker wurde das wirtschaftliche Zentrum der Stadt zerstört, die sieben Banken der Stadt beraubt und 53 Einwohner getötet. Die Terroristen flohen mit Geiseln in die Wälder; viele der Gefangenen wurden später mit Messern zu Tode gehackt.
Im selben Jahr stellte sich heraus, dass Abu Sayyaf zusammen mit anderen islamistischen Organisationen die Vorbereitungen der al-Qaida bei der Operation Bojinka substanziell unterstützt hatte. Bei dem beabsichtigten Großanschlag während des Weltjugendtags in Manila sollten Mitte Januar 1995 durch die Sprengung von elf Verkehrsflugzeugen über dem Pazifik etwa 4.000 Passagiere getötet sowie durch den Einsatz von zwanzig Selbstmordattentätern am X. Weltjugendtag Papst Johannes Paul II. und so viele Gläubige wie möglich ermordet werden. Der kurzfristig aufgeflogene Angriffsplan gilt als Wegbereiter für die Terroranschläge am 11. September 2001, zumal er optional auch die Entführung von Linienmaschinen vorsah, um sie in Ziele wie das CIA-Hauptquartier in Langley oder das Weiße Haus, US-Kapitol oder Pentagon in Washington, D.C. zu steuern. Angebliche Berichte, wonach Abdurajik Abubakar Janjalani während seiner Zeit in Afghanistan Osama bin Laden persönlich kennengelernt haben soll, ließen sich nie zweifelsfrei belegen. Erwiesen wurden hingegen diverse Kontakte mit Ramzi Ahmed Yousef, der nach dem Bombenanschlag auf das World Trade Center 1993 auch einer der maßgeblichen Drahtzieher der Operation Bojinka war. Diesen hatte Janjalani laut Zeugen zunächst Anfang 1992 in Isabela City und ein weiteres Mal Ende 1994 getroffen. Für eine am 11. Dezember 1994 von Yousef platzierte Bombe auf Philippine-Airlines-Flug 434, welche das Flugzeug als „Probesprengung“ zwar nicht zum Absturz, doch den japanischen Passagier Haruki Ikegami ums Leben brachte, ging einige Stunden später ein Bekenneranruf von Abu Sayyaf im regionalen Redaktionsbüro der Associated Press in Manila ein.
Am 18. Dezember 1998 wurde Abdurajik Abubakar Janjalani bei einem Schusswechsel mit der Polizei auf Basilan getötet. Die Führung wurde nach Informationen der philippinischen Armee anschließend von seinem jüngeren Bruder Khadaffy Janjalani übernommen, unter dem besonders die Zahl der Entführungsfälle und Geiselnahmen deutlich anstieg.

### Massenentführungen unter K. Janjalani (1998 bis 2006)
Khadaffy Janjalani stand einer Kämpfergruppe voran, die nach einem fehlgeschlagenen Angriff auf einen Militärstützpunkt auf Basilan am 20. März 2000 zahlreiche Geiseln in einer katholischen Schule nahm, darunter mehrheitlich Schulkinder, einige Lehrer sowie der Direktor und Priester Roel Gallardo. Nachdem die von der Armee verfolgten Entführer am 19. April zwei Lehrer enthauptet hatten, wurden die meisten Verschleppten am 3. Mai 2000 gewaltsam befreit. Drei weitere Lehrer und Gallardo wurden dabei tot aufgefunden, ihre Körper wiesen teils Spuren von schwerer Folter auf.
Während der noch andauernden Geiselnahme auf Basilan überfielen 18 Anhänger von Abu Sayyaf am 23. April 2000 eine Gruppe von zehn Touristen und elf Hotelangestellten in einem Tauchresort auf der zu Malaysia gehörenden Insel Sipadan und verschleppten sie mit Schnellbooten zur Insel Jolo. Unter den touristischen Geiseln befanden sich neben zwei Franzosen, zwei Finnen, zwei Südafrikanern und einer Franco-Libanesin drei Angehörige der deutschen Familie Wallert. Das Abu-Sayyaf-Mitglied Ghalib Andang, auch Commander Robot genannt, führte diese Gruppe an (siehe Artikel zum Entführungsfall Abu Sajaf). Zwischenzeitlich gerieten auch mehrere Journalisten in Gefangenschaft, die vor Ort aus dem Geisellager berichtet hatten, darunter ein dreiköpfiges Team um die Reporterin Maryse Burgot vom TV-Sender France 2 sowie der deutsche Korrespondent Andreas Lorenz vom Nachrichtenmagazin Der Spiegel. Im Laufe der nächsten Monate wurden die meisten Geiseln entlassen, die Touristen und das TV-Team nach Vermittlung und Lösegeldzahlung durch den libyschen Staatschef Muammar al-Gaddafi. Die beiden Mitarbeiter von Maryse Burgot, der Kameramann Jean-Jacques Le Garrec und der Tontechniker Roland Madura, wurden zunächst weiterhin festgehalten, konnten jedoch am 20. September 2000 während eines Militärangriffs fliehen. Hiernach verblieb aus dieser Geiselgruppe nur der Filipino Roland Ullah in Gefangenschaft, der erst am 4. Juni 2003 befreit wurde.
Am 27. Mai 2001 verschleppte Abu Sayyaf unter der Führung von Aldam Tilao alias Abu Sabaya 20 Touristen und Angestellte aus dem Resort Dos Palmas nahe Puerto Princesa auf der Insel Palawan und brachte sie nach Basilan. Als sich die Geiselanzahl Anfang Juni durch weitere Entführungen von Einheimischen, darunter Patienten und Bedienstete aus einem Krankenhaus in Lamitan City, stetig vergrößerte, kam es zu schweren Kampfhandlungen mit Einheiten der Armee, die wiederholte Befreiungsversuche unternahm. In der zunehmend wie auch anhaltend unübersichtlichen Situation wurden mehrere philippinische Gefangene ermordet, anderen gelang hingegen die Flucht. Am 12. Juni, dem Nationalfeiertag zur Unabhängigkeit von Spanien, wurde zudem der US-Tourist Guillermo Sobero enthauptet. Nach über einem Jahr Gefangenschaft wurden die letzten Geiseln am 7. Juni 2002 gewaltsam befreit, wobei die philippinische Krankenschwester Ediborah Yap und der US-Missionar Martin Burnham durch Schüsse getötet wurden; seine Ehefrau Gracia Burnham überlebte verletzt.
Aldam Tilao wurde nur wenige Tage später erschossen, als er am 21. Juni 2002 versuchte, sich per Boot einem Militärzugriff zu entziehen. Im Jahr 2003 wurde mit der Tötung von Mujib Susukan im Februar und der Verhaftung von Wortführer Ghalib Andang im Dezember die Doppelspitze beim Sipadan-Kidnapping ausgeschaltet. Der mittlerweile nach einer Schussverletzung beinamputierte Commander Robot wurde am 15. März 2005 bei einer Gefängnisrevolte in Manila getötet, wobei auch der bereits 2001 verhaftete Planungsexperte Nadzmie Sabtulah (alias Commander Global) sowie Alhamser Limbong (Kampfname Commander Kosovo), der mit Abu Sabaya die Gruppe auf Basilan geleitet hatte, ums Leben kamen.
Abu Sayyaf verübte darüber hinaus auch weiterhin Bombenanschläge, so zu Silvester 2000 auf 2001 in Manila. Dabei starben mindestens 22 Menschen, mehr als 100 wurden zum Teil schwer verletzt. Am 21. April 2002 riss ein Sprengsatz vor einem Kaufhaus in General Santos 14 Passanten in den Tod. Am 4. März 2003 forderte ein Bombenanschlag auf den Francisco Bangoy International Airport in Davao City 21 Opfer und rund 140 Verletzte. Kurz darauf bekannte sich die Terrorgruppe zu dem Attentat. Am 27. Februar 2004 versenkte Abu Sayyaf durch einen Bombenanschlag in der Bucht von Manila die Fähre SuperFerry 14 mit etwa 900 Passagieren an Bord, wobei 116 Personen getötet wurden.
Anführer Khadaffy Janjalani kam am 4. September 2006 bei einem Schusswechsel mit Regierungstruppen auf Jolo ums Leben. Am 20. Januar 2007 wurde sein Tod bestätigt, nachdem eine Ende Dezember gefundene Leiche durch den Abgleich einer DNA-Analyse mit seinem Bruder identifiziert worden war. Kurz zuvor, am 16. Januar 2007, war mit Jainal Antel Sali junior alias Abu Sulaiman ein weiteres Führungsmitglied bei einer versuchten Festnahme auf Jolo erschossen worden, nach dem im Zusammenhang mit dem Dos-Palmas-Kidnapping und dem Anschlag auf die Fähre gefahndet worden war.

### Übergangsphase und Geiselgeschäft (2006 bis 2014)
Nachdem zwei hochrangige Anführer binnen Wochen eliminiert worden waren, stiegen in der folgenden Zeit die langjährigen Anhänger Isnilon Hapilon auf Basilan und Radullan Sahiron alias Commander Putol auf Jolo in die Führungsspitze von Abu Sayyaf auf. Hapilon war bereits im Februar 2006 zusammen mit den nun getöteten Janjalani und Sali vom US-amerikanischen Federal Bureau of Investigation auf die Fahndungsliste FBI Most Wanted Terrorists gesetzt worden; ab November 2012 wurde auch Sahiron darauf geführt.
Im April 2007 wurden sieben einheimische Christen auf Jolo von der Gruppe verschleppt und enthauptet. Zunächst hatte die Organisation vergeblich knapp 80.000 Euro Lösegeld gefordert. Danach zwangen sie Zivilisten, die abgetrennten Köpfe in zwei Kasernen der philippinischen Armee abzugeben.
Am 8. Juni 2008 wurde die philippinische Journalistin Ces Drilon vom Medienunternehmen ABS-CBN Corporation mit den beiden Kameramännern Jimmy Encarnacion und Angelo Valderama zu einem vermeintlichen Interview mit Sahiron nach Jolo gelockt. Einige seiner Gefolgsleute sollten die Medienvertreter zu ihm führen, doch nach einem stundenlangen Marsch durch den Dschungel in Maimbung eröffneten diese ihnen, dass sie sich nun in Geiselhaft befänden. Im Laufe der nächsten zehn Tage wurden alle nach Zahlung von Lösegeld wieder freigelassen.
Im Jahr 2009 wurden zwei Filipinos von Abu Sayyaf enthauptet: Ende Mai der Farmer Doroteo Gonzales auf Basilan und Anfang November der Lehrer Gabriel Canizares auf Jolo, beide jeweils etwa einen Monat nach ihrer Entführung. Glimpflicher endete die Gefangenschaft für drei Red-Cross-Mitarbeiter auf Jolo ab Mitte Januar 2009: Die Filipina Mary Jane Lacaba und der Schweizer Andreas Notter kamen zeitversetzt im April frei, der Italiener Eugenio Vagni dann im Juli. Der für diese Geiselnahme mutmaßlich verantwortliche ASG-Leader Albader Parad wurde am 21. Februar 2010 bei einer Armeeaktion auf Jolo durch Schüsse getötet.
Am 5. Dezember 2011 wurde der australische Staatsbürger Warren Rodwell in Ipil auf Mindanao gekidnappt und in wechselnden Lagern auf dem Sulu-Archipel festgehalten. Bei seiner Freilassung im Hafen von Pagadian am 23. März 2013 war der ehemalige Militäroffizier nach 15 strapaziösen Monaten derart abgemagert und geschwächt, dass er kaum noch laufen konnte; ein bereits zu Beginn seiner Entführung angeschossener Zeigefinger musste anschließend abgenommen werden.
Am 1. Februar 2012 wurden zwei Ornithologen, Lorenzo Vinciguerra aus der Schweiz und Ewold Horn aus den Niederlanden, zusammen mit dem philippinischen Wildtierfotografen Ivan Sarenas bei der Suche nach dem seltenen Suluhornvogel von Tawi-Tawi nach Jolo verschleppt. Sarenas konnte bereits bei der Überfahrt entkommen, als er sich vom Boot ins Meer fallen ließ und von Fischern gerettet wurde. Vinciguerra erlangte Anfang Dezember 2014 während des Angriffs einer Task Force die Freiheit, nachdem er einen seiner Bewacher niedergestochen hatte und selbst verletzt wurde. Nach mehr als sieben Jahren Gefangenschaft wurde Horn Ende Mai 2019 bei einem vergleichbaren Fluchtversuch erschossen. Bis dahin wurde er offenbar die meiste Zeit im Nahbereich von Radullan Sahiron festgehalten, welcher es angeblich vorgezogen haben soll, den Vogelkundler als menschlichen Schutzschild gegen Luftangriffe mitzuführen, anstatt ernsthaft dessen Freilassung zu verhandeln.
Am 17. April 2014 wurden die deutschen Segler Henrike Dielen und Stefan Okonek nahe der auf der Insel Palawan gelegenen Gemeinde Bataraza entführt und nach Jolo verbracht. Die Terroristen verlangten vier Millionen Euro für ihre Freilassung und drohten mit der Enthauptung von Okonek, wenn die Forderung nicht innerhalb einer gesetzten Frist erfüllt wird. Nachdem das Auswärtige Amt der Bundesregierung unter der damaligen Leitung von Frank-Walter Steinmeier den Krisenbeauftragten Rüdiger König für Verhandlungen in die Region entsandt hatte, kam das Paar am 17. Oktober 2014 letztlich frei.

### IS-Anschluss und Schlacht um Marawi (2014 bis 2017)
Im Juli 2014 wurde ein Video veröffentlicht, in dem Rädelsführer Isnilon Hapilon dem IS-Chef Abū Bakr al-Baghdādī die Treue schwor. Radullan Sahiron unterstützte dieses Statement. Die Terrororganisation, der bis dahin enge Verbindungen zu al-Qaida nachgesagt wurden, schloss sich damit dem Islamischen Staat an. In der Folge intensivierte die Gruppe ihr Bestreben, neben den zahlreichen Entführungen von einheimischen Personen und asiatischen Seeleuten oder Fischern insbesondere westliche Touristen als Geiseln festzusetzen und diese in Videos vorzuführen sowie teils auch hinzurichten.
Am 4. Mai 2015 wurde Rodolfo Buligao, der Barangay Captain von Aliguay Island, zusammen mit Rodlyn Pagaling und Gringo Villaruz, zwei Matrosen der philippinischen Küstenwache, nach Jolo verschleppt. Nachdem Buligao am 11. August enthauptet an einer Straße in Maimbung aufgefunden worden war, konnten Pagaling und Villaruz acht Tage später während einer militärischen Befreiungsaktion entfliehen. Der in diesem Fall tonangebende ASG-Kommandant Yasser Igasan wurde Ende 2017 so schwer bei Kämpfen mit der Armee verletzt, dass er Anfang 2018 daran verstarb.
Am 15. Mai 2015 wurde die Gastronomin Thien Nyuk Fun gemeinsam mit dem Elektroingenieur Bernard Then aus ihrem Seafood Restaurant im malaysischen Sandakan entführt und nach Jolo verbracht. Nachdem Lösegeld geleistet und Thien am 8. November freigelassen worden war, führten wohl Unstimmigkeiten bezüglich weiterer Zahlungen neun Tage später zur Enthauptung von Then.
Am 21. September 2015 wurden aus dem Yachthafen eines in der Island Garden City of Samal gelegenen Urlaubsresorts John Ridsdel und Robert Hall aus Kanada, Halls philippinische Freundin Teresita Flor und der norwegische Ressortleiter Kjartan Sekkingstad nach Jolo verschleppt. Die Terroristen wechselten mit ihren Geiseln unentwegt den Standort und bedrohten sie in mehreren Videos mit dem Tode. Die Regierung Kanadas lehnte Lösegeldzahlungen jedoch ab, so dass die Verhandlungen letztlich scheiterten und die Forderungen auch nicht von privater Seite in ausreichender Höhe erfüllt werden konnten. Daraufhin wurde nach Ablauf einer gesetzten Frist zunächst John Ridsdel am 25. April 2016 vor laufender Kamera enthauptet. Robert Hall teilte dieses Schicksal am 13. Juni, auch von seiner Enthauptung wurde ein Video veröffentlicht. Teresita Flor kam zehn Tage später frei. Kjartan Sekkingstad wurde am 17. September 2016 aus der Geiselhaft entlassen, zu etwaigen Geldzahlungen wurden keine Angaben gemacht.
Derweil schritt mit Beginn des Jahres 2016 die Verzahnung verschiedener lokaler Terrorgruppen unter der Dachbezeichnung Islamic State East Asia voran, welche der Anfang April zum Emir in Südostasien ernannte Isnilon Hapilon maßgeblich forcierte. Kurz nach dieser Bekanntgabe über die IS-Nachrichtenkanäle Amaq und Al-Naba lockte Hapilon mit seiner ASG-Fraktion am 9. April 2016 eine Militäreinheit in Tipo-Tipo auf Basilan in einen Hinterhalt. Bei den mehr als zehnstündigen Kämpfen ließen 18 Soldaten ihr Leben, mindestens 53 wurden teils schwer verwundet. Zu den fünf getöteten ASG-Anhängern zählte mit Ubalda Hapilon allerdings auch ein Sohn ihres Anführers.
Am 30. Juni 2016 wurde Rodrigo Duterte als Präsident der Philippinen vereidigt, der im Wahlkampf ein hartes Vorgehen gegen Abu Sayyaf versprochen hatte. Nachdem die Terrororganisation den einheimischen Teenager Patrick James Almodovar auf Jolo entführt und etwa einen Monat später im August 2016 enthauptet hatte, kündigte Duterte eine massive Verstärkung der Militärpräsenz im Süden des Landes an. Kurz darauf verübten Mitglieder der salafistischen Miliz Pangkat ng Maute offenbar in Abstimmung mit Abu Sayyaf am 2. September 2016 einen Bombenanschlag auf den Roxas Night Market in Dutertes Heimatstadt Davao City, der 15 Menschen das Leben kostete.
Am 5. November 2016 wurde die Yacht des deutschen Seglers Jürgen Kantner unweit der Insel Tawi-Tawi angegriffen, seine sich zur Wehr setzende Lebensgefährtin Sabine Merz wurde dabei erschossen. Kantner wurde in den Dschungel von Jolo verschleppt und in mehreren Videos vorgeführt, im Januar 2017 wurde in einem die Forderung nach einer Lösegeldzahlung erhoben. Nachdem die Frist für die Verhandlungen, bei denen 30 Millionen Pesos (rund 600.000 Euro) verlangt wurden, am 26. Februar 2017 offenkundig fruchtlos verstrichen war, wurde Kantner von einem seiner Entführer mit einem machetenähnlichen Messer, das üblicherweise von philippinischen Wanderarbeitern (genannt Sakadas) bei der Ernte von Zuckerrohr eingesetzt wird, enthauptet. Ein Video der Tat wurde im Internet veröffentlicht. Laut Angaben eines Militärvertreters war ein letzter Befreiungsversuch am Tag zuvor bei Indanan nur knapp am bewaffneten Widerstand der Terroristen gescheitert, die währenddessen mit ihrem Opfer entkommen konnten.
Am 12. April 2017 wurde bekannt, dass am Vortag sechs Abu-Sayyaf-Anhänger bei einem Feuergefecht mit Sicherheitskräften auf der Insel Bohol getötet worden waren, wodurch vermutlich ein weiterer Entführungsversuch von westlichen Touristen vereitelt werden konnte. Unter den Toten befand sich mit Muamar Askali alias Abu Rami ein führender Kommandeur und Sprecher der Gruppe, der auch an den Geiselnahmen und Hinrichtungen von Ridsdel, Hall und Kantner beteiligt gewesen sein soll. Die Extremisten verschleppten und enthaupteten daraufhin den philippinischen Soldaten Staff Sergeant Anni Siraji auf Jolo, dessen Ermordung am 23. April vermeldet wurde.

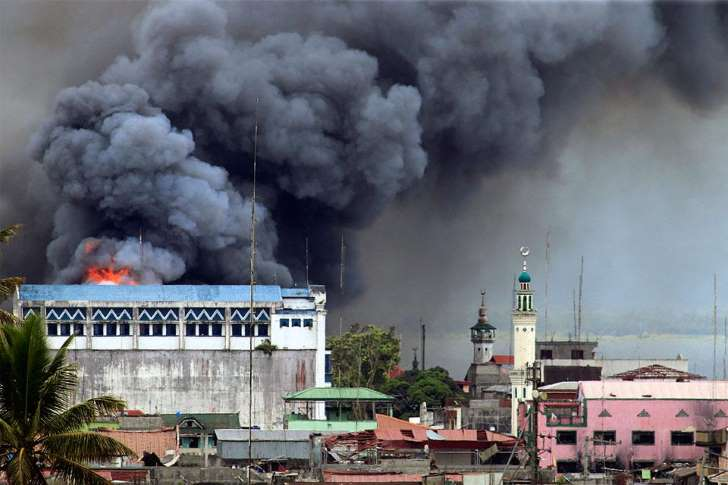
Bei der Schlacht um Marawi im Jahr 2017 hat Abu Sayyaf viele Kämpfer verloren.

Nach einer Reihe von Militäroffensiven kam es ab dem 23. Mai 2017 in der Schlacht um Marawi auf Mindanao zu schweren Kämpfen zwischen Regierungstruppen und zahlreichen Mitgliedern diverser Terrorgruppen, die sich in der Stadt zusammengeschlossen hatten. Auslöser war eine beabsichtigte Verhaftung von Isnilon Hapilon, den eine Armeeeinheit unverhofft vor Ort entdeckt hatte. Aus dem erfolglosen Zugriffsversuch resultierte ein überraschend massiver Gegenangriff von einer unerwartet hohen Anzahl an anwesenden Kämpfern, die anfangs weite Teile der Stadt unter ihre Kontrolle bringen konnten. Wie sich auch anhand aufgefundener Videoaufnahmen herausstellte, war damit eine eh unmittelbar bevorstehende Attacke in Gang gesetzt worden, die Hapilon gemeinsam mit den Führern der Maute group geplant hatte, um Marawi einzunehmen und in der Stadt offenbar ein Kalifat zu errichten. Duterte verhängte daraufhin das Kriegsrecht über die Insel und verstärkte den Einsatz von Land- und Luftstreitkräften. Die Islamisten, denen sich auch Anhänger der Bangsamoro Islamic Freedom Fighters anschlossen, wurden zunehmend zurückgedrängt und verschanzten sich im östlich vom Agus River gelegenen Teil des Stadtzentrums. Der Waffenkonflikt erstreckte sich über fünf Monate und verursachte die nahezu vollständige Zerstörung der Innenstadt, deren Bewohner teilweise eingekesselt wurden, zwischen die Fronten oder auch in Geiselhaft gerieten. Als Hapilon am 16. Oktober gemeinsam mit Maute-Anführer Omar Maute getötet wurde, kündigte die Armee das offizielle Ende der Operation für den 23. Oktober 2017 an. Die Maute-Gruppe galt zunächst als zerschlagen, da alle sieben Maute-Brüder bei der Schlacht ums Leben gekommen waren; Co-Leader Abdullah Maute bereits am 7. August. Insgesamt sollen an die 1.000 Terrorkämpfer in Marawi gefallen sein, daher wurde auch Abu Sayyaf als geschwächt angesehen. Die Stadt wurde zum Sperrgebiet erklärt.

### Anschläge auf Jolo und Schwächung der Gruppe (seit 2017)
Nach der Schlacht auf Mindanao und dem Tod von Hapilon erhöhte die philippinische Regierung auch auf dem Sulu-Archipel weiterhin den militärischen Druck, als sie ab Dezember 2018 die neu formierte 11. Infanterie-Division mit einer Truppenstärke von 4500 Soldaten auf Jolo stationierte. Eine dort mittlerweile von Hatib Hajan Sawadjaan angeführte Terrorzelle reagierte mit einer veränderten Taktik und initiierte fortan erstmals eine Reihe von Selbstmordattentaten. Duterte ordnete daraufhin einen „all-out war“ („totalen Krieg“) in der Region an.
Beim Anschlag auf die Kathedrale von Jolo im Januar 2019 wurden durch zwei Bombenexplosionen 20 Personen getötet und 111 zusätzlich verletzt. Spätere Ermittlungen ergaben, dass die Attacke zwar von Abu-Sayyaf-Anhängern unter Leitung von Sawadjaan geplant, doch von einem indonesischen Ehepaar aus dem Umfeld der dort ansässigen Extremistengruppe Jamaah Ansharut Daulah ausgeführt worden war; beide Organisationen stehen in Verbindung mit dem IS. Im August 2020 wurde ein weiterer Sprengstoffanschlag nahe der Kathedrale von Jolo verübt, bei dem 15 Menschen und die zwei Täterinnen starben. Bei einer von beiden handelte es sich um die Witwe von Norman Lasuca, der bei einem Angriff auf einen Militärstützpunkt in Indanan, welcher im Juni 2019 sechs Todesopfer gefordert hatte, als erster philippinischstämmiger Selbstmordattentäter identifiziert worden war.
Im Jahr 2020 konnte das Militär dennoch auch erfolgreiche Schläge gegen die Führungsebene von Abu Sayyaf vermelden, als im September Furuji Indama auf Basilan und bereits im Juli Hatib Hajan Sawadjaan auf Jolo bei Feuergefechten getötet wurden. Seitdem galt Sawadjaans Neffe, der schon an den Anschlägen auf Jolo beteiligte Sprengstoffexperte Mudzrimar Sawadjaan (genannt Mundi), als eine der Schlüsselfiguren der Gruppe auf dem Sulu-Archipel. Anfang November 2020 starben dessen Brüder Madsmar und Mannul Sawadjaan, nachdem die Armee ihr Schnellboot auf der Sulusee aufgebracht hatte.
Im August 2020 konnte darüber hinaus Idang Susukan verhaftet werden, als er sich eine Prothese für einen 2019 im Kampf verlorenen Arm anpassen lassen wollte und dabei auf einer Reise nach Davao City nicht unerkannt blieb. Der jüngere Bruder des bereits 2003 ausgeschalteten Mujib Susukan sowie mutmaßliche Entscheidungsträger bei der Enthauptung des Malaysiers Bernard Then im Jahr 2015 ergab sich dort schließlich auf Vermittlung des früheren MNLF-Chefs Nur Misuari der Polizei. Susukan und zwei ASG-Getreue fanden im Oktober 2022 bei einem beabsichtigten Gefängnisausbruch in Quezon City den Tod, nachdem sie im Camp Crame auf einen Wachmann eingestochen und die ehemalige Justizministerin und Senatorin Leila de Lima als Geisel genommen hatten.
Im März 2021 befreite die Armee auf Tawi-Tawi vier im Januar 2020 entführte indonesische Fischer (ein fünfter namens La Baa hatte einen Fluchtversuch im September 2020 nicht überlebt), wobei der Abu-Sayyaf-Kommandant Majan Sahidjuan in Languyan erschossen wurde. Damit hielt die Terrororganisation erstmals seit vielen Jahren keine Geiseln mehr in ihrer Gewalt. In der Folge und insbesondere im Jahr 2022 verkündeten Militärsprecher wiederholt die Aufgabe einzelner Kämpfer oder kleinerer Gruppen.
Ende März 2022 wurde Indamas Nachfolger Radzmil Jannatul in Sumisip auf Basilan bei einem Schusswechsel mit Soldaten tödlich getroffen. Im Juni 2022 konnte zudem mit Bensito Quirino (Spitzname Ben Tattoo) das ASG-Mitglied in Jolo inhaftiert werden, dem die eigenhändige Enthauptung der beiden Kanadier John Ridsdel und Robert Hall im Jahr 2016 zugeschrieben wird.
Am 8. März 2023 soll der vermutlich bereits um die 70-jährige Radullan Sahiron, der schon in den 1970er Jahren bei Kämpfen seinen rechten Unterarm verloren hatte und dessen Aktivitäten mit Abu Sayyaf sich bis mindestens 1993 zurückverfolgen lassen, aus gesundheitlichen Gründen in Patikul verstorben sein; eine finale Bestätigung liegt dazu bislang nicht vor.
Am 2. Dezember 2023 wurde Mundi Sawadjaan in den Gewässern vor der Gemeinde Tuburan von der Armee erschossen, als er von der Insel Basilan offenbar in die Provinz Sulu zurückkehren wollte, die er etwa ein Jahr vorher verlassen hatte. Bei einem Bombenattentat auf eine katholische Messe in der Mindanao State University in Marawi, dem am darauffolgenden Tag vier Personen zum Opfer fielen, handelte es sich laut Angaben hochrangiger Polizei- und Militärvertreter möglicherweise um einen Vergeltungsschlag für die kurz zuvor durchgeführten Anti-Terror-Einsätze, bei denen verbliebene Kämpfer der Maute group und der ASG-Führer Sawadjaan eliminiert worden waren.

## Mediale Rezeption (Auswahl)

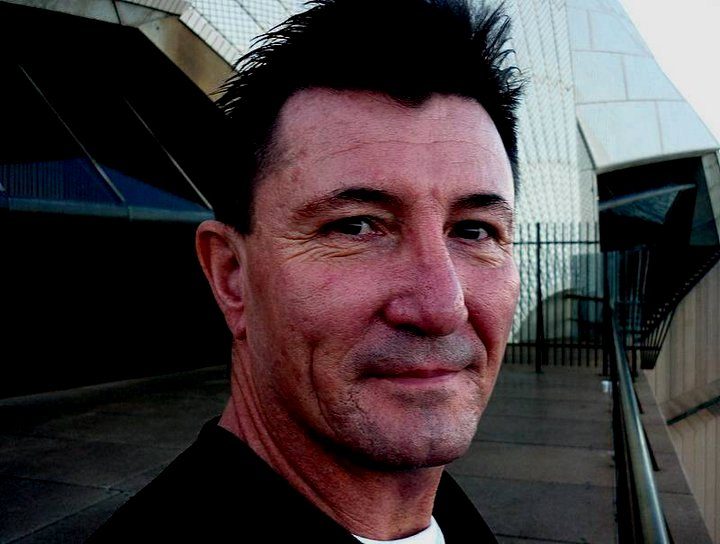
Der Australier Warren Rodwell befand sich 472 Tage in Geiselhaft.

- Werner Wallert schrieb das Buch Horror im Tropenparadies: Tagebuch einer Entführung über das Sipadan-Kidnapping im Jahr 2000 bereits kurz nach seiner Freilassung.[107] Sein Sohn Marc Wallert brachte zwanzig Jahre später eigene Erfahrungen in den Resilienz-Ratgeber Stark durch Krisen ein.[108]
- Gracia Burnham berichtete 2003 in dem mit US-Autor Dean Merrill verfassten Buch Im Angesicht meiner Feinde: Ein Jahr Geiselhaft auf den Philippinen (Originaltitel In the Presence of My Enemies) von der Geiselnahme beim Dos-Palmas-Kidnapping im Jahr 2001 und dem gewaltsamen Tod ihres Ehemanns bei der militärischen Befreiung nach etwa zwölf Monaten.[109]
- Der US-Autor Mark Bowden veröffentlichte im März 2007 unter dem Titel Jihadists in Paradise einen ausführlichen Hintergrundbericht zum Dos-Palmas-Kidnapping und verantwortlichen Abu-Sayyaf-Führer Aldam Tilao in der Zeitschrift The Atlantic.[110] US-Filmproduzent Jerry Bruckheimer zeigte Interesse an einer Adaption für die Leinwand und sicherte sich die Rechte, das Projekt wurde allerdings letztlich nicht verwirklicht.[111]
- Der philippinische Regisseur Brillante Mendoza drehte mit Isabelle Huppert in der Hauptrolle den 2012 erschienenen Spielfilm Captive – Entführt, der vornehmlich an die Ereignisse beim Dos-Palmas-Kidnapping angelehnt wurde und seine Weltpremiere im Rahmen der 62. Berlinale hatte.[112]
- Der australische Forscher und Autor Dr. Bob East dokumentierte 2015 die rund 15-monatige Gefangenschaft seines Landsmanns Warren Rodwell zwischen Dezember 2011 und März 2013 in dem Buch 472 Days Captive of the Abu Sayyaf.[47]
- Henrike Dielen verarbeitete die Entführung mit ihrem Lebensgefährten Stefan Okonek im Jahr 2014 in dem 2016 publizierten Buch Der entführte Traum: In der Gewalt islamistischer Terroristen.[113]
- Der vierte Teil der Netflix-Dokuserie Gefangen (Originaltitel Captive) zeichnete im Dezember 2016 das Schicksal der US-Missionare Martin und Gracia Burnham nach.[114]
- Der Actionfilm Plane löste im Februar 2023 eine Kontroverse im Senat der Philippinen aus, weil die Darstellung als zu realitätsverzerrt kritisiert wurde, dass sich die Überlebenden einer Flugzeugnotlandung auf Jolo gegen die Übermacht einer (unbenannten, doch offenkundig Abu Sayyaf nachempfundenen) Rebellengruppe ohne lokale Unterstützung von ängstlichen Behörden und abwesenden Militärs zur Wehr setzen müssen.[115] Der zuständige Filmverleih kam einem angestrebten Aufführungsverbot zuvor und nahm den Spielfilm vom philippinischen Markt.[116]
- Im Februar 2024 erschien der Actionthriller Land of Bad von US-Regisseur William Eubank, bei dem der Kampf gegen Abu-Sayyaf-Anhänger, deren Anführer vom australischen Schauspieler Robert Rabiah verkörpert wird, zentraler Bestandteil der (durchweg fiktiven) Handlung ist.[117]